# أندريا دونينيلي
أندريا دونينيلي (21 أبريل 1991 بكوزنسا في إيطاليا - ) هو لاعب كرة قدم إيطالي في مركز الوسط. لعب مع نادي بينيفينتو ونادي جنوى ونادي مودينا وهيلاس فيرونا ويوفي ستابيا.

## وصلات خارجية
- أندريا دونينيلي على موقع قاعدة بيانات كرة القدم.إي يو (الإنجليزية)
- أندريا دونينيلي على موقع Soccerway.com (الإنجليزية)